# سیارک ۴۱۵۳
سیارک ۴۱۵۳ (به انگلیسی: 4153 Roburnham، نامگذاری:1985JT1) چهار هزار و صد و پنجاه و سومین سیارک کشف شده‌است که در ۱۴ مه ۱۹۸۵ کشف شد.
قدر مطلق سیارک برابر ۱۲٫۱۰ است.